# Aéronautique co-belligérante italienne

Cocarde de l'ACI, similaire à celle de la Première Guerre mondiale et de l'actuelle Aeronautica Militare

Aeronautica Cobelligerante Italiana (Aviazione Cobelligerante Italiana, ou ACI, ou Aeronautica del Sud), scission de la Regia Aeronautica, a été la force aérienne royaliste du gouvernement Badoglio établi dans le sud de l'Italie pendant les dernières années de la Seconde Guerre mondiale.
L'ACI a été formé en Italie du Sud en octobre 1943, après l'Armistice de Cassibile du 8 septembre. Comme à ce moment-là, les italiens avaient fait défection de l'Axe et avaient déclaré la guerre à l'Allemagne, les pilotes de l'ACI se sont rangés à côté des Alliés.
Néanmoins une partie des unités restées fidèles à Mussolini (Aeronautica Nazionale Repubblicana) rejoint la République sociale italienne et a été déployée en soutien aux forces allemandes.

## Histoire
L'armistice de Cassibile provoque la scission de la Regia Aeronautica dont une partie est restée sous contrôle allemand sous le nom de Aeronautica Nazionale Repubblicana ou ANR), partie des forces de l'État fasciste. Les pilotes de l'ANR restent dans l'Axe.
À la fin de 1943, 281 avions italiens rejoignent les aérodromes alliés, mais la plupart ne sont plus aptes au combat. Les équipages de ces avions sont rééquipés avec des avions alliés, effectuant des transports, des escortes, de la reconnaissance, du sauvetage en mer et du support tactique, accomplissant 11 000 missions de 1943 à 1945.
L'ACI n'a jamais été employée sur le territoire italien, ses objectifs étant toujours situés dans les Balkans (Yougoslavie ou Albanie). Il s'agissait d'éviter toute confrontation entre les deux aviations ACI et ANR.
L'ACI a constitué la base de la Force aérienne de l'après-guerre de la République italienne (Aeronautica Militare Italiana).

## Unités
- 2°Gruppo, 3°Stormo Trasporto, Aeronautica Cobelligerante del Sud, Lecce-Galatina, Italie du sud, novembre 1944
- 10°Gruppo, 4°Stormo, Aeronautica Cobelligerante del Sud, Lecce-Galatina (Bell P-39 Airacobra)
- 20°Gruppo, 51°Stormo, Aeronautica Cobelligerante del Sud, Leverano (Spitfire)
- 28°Gruppo, Stormo Baltimore, Southern Italy (Martin Baltimore)

## Avions
- Ambrosini SAI.2S
- Avia FL.3
- Breda Ba.25
- Breda Ba.39
- Bell P-39Q Airacobra
- Bell P-39N Airacobra
- CANT Z.501 Gabbiano
- CANT Z.506B Airone
- CANT Z.1007bis Alcione
- CANT Z.1018 Leone
- Caproni Ca.133 (en)
- Caproni Ca.164

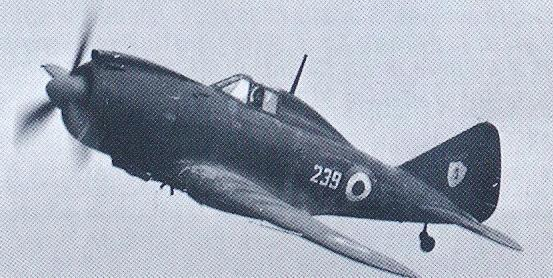
Reggiane Re.2002 de la 293ª Squadriglia de l'ACI

- Caproni-Bergamaschi Ca.310 Libeccio
- Fiat BR.20M Cicogna
- Fiat CR.32bis
- Fiat CR.42 AS Falco
- Fiat G.8
- Fiat G.12T
- Fiat G.50bis Freccia
- Fiat RS.14B
- Martin A-30 Baltimore III
- Macchi M.C.200 Saetta
- Macchi M.C.202 Folgore
- Macchi M.C.205 Veltro
- Nardi FN.305
- Reggiane Re.2001 Serie III Falco II
- Reggiane Re.2002 Ariete
- Saiman 200
- Saiman 202
- Savoia-Marchetti SM.75 Marsupiale
- Savoia-Marchetti SM.79 Sparviero
- Savoia-Marchetti SM.81 Pipistrello
- Savoia-Marchetti SM.82
- Savoia-Marchetti SM.84
- Spitfire LF.Mk.VB